# Gefecht bei Kokersberg
Solebay – Erste Schooneveld – Zweite Schooneveld – Maastricht – Texel – Bonn – Sinsheim – Seneffe – Enzheim – Türkheim – Sasbach – Konzer Brücke – Stromboli – Augusta – Palermo – Philippsburg – Maastricht – Valenciennes – Tobago – Cassel – Kokersberg –  Freiburg – Ypern – Rheinfelden – Saint-Denis
Das Gefecht bei Kokersberg (heute: Communauté de communes du Kochersberg) fand am 7. Oktober 1677 zwischen einer französischen Armee unter François de Créquy und Truppen des Heiligen Römischen Reiches (HRR) unter dem Kommando von Karl V. Herzog von Lothringen statt.

## Ausgangslage
Der Herzog von Lothringen war mit seiner Armee über die Brücke bei Philippsburg in das Elsass eingedrungen. Der Maréchal de Créquy folgte ihm mit seinen Truppen, ohne ihn zunächst anzugreifen.

## Das Gefecht
De Créquy war es dann gelungen, eine vorteilhafte Position auf den Höhen bei Kokersberg einzunehmen. Das konnte jedoch nicht verhindern, dass die lothringische Kavallerie, kommandiert von dem Comte de Haran, am Abend einen Angriff durchführte. Créquy ordnete jedoch an, die Schlacht nicht anzunehmen.
Claude-Louis-Hector de Villars, der den angegriffenen rechten französischen Flügel kommandierte, setzte lediglich ein Détachement zur Abwehr ein. Dieses wurde unterstützt von zwei Escadrons der königlichen Garde und schlug 12 Escadrons der angreifenden Kavallerie zurück. Eingesetzt waren dabei Teile der Chevau-légers de la garde, Garde du corps und der Gendarmes de la garde.
Im Laufe dieses Gefechts, das sich auf schwache Kavalleriekämpfe beschränkte, konnten die Franzosen mehrere Standarten erbeuten und eine Reihe von Offizieren, darunter den Comte de Harlan, gefangen nehmen.

## Auswirkungen
Da man Créquy befohlen hatte, kein Risiko einzugehen, brach dieser ab folgendem Tag das Lager ab, so dass dieser begrenzte Erfolg nicht ausgeweitet werden konnte und der lothringische Herzog den Sieg für sich beanspruchte.